# Dangerous World Tour
Dangerous World Tour var Michael Jacksons andra soloturné
Turnén började i juni 1992 i München med en utsåld konsert på Olympia Stadium. Låtlistan för turnén bestod av 18 nummer med 4 låtar från det nya albumet Dangerous. Andra delen av turnén påbörjades i augusti 1993 i Bangkok, Thailand med två utsålda konserter på National Stadium.
Michael sköts i början av varje konsert upp på scenen med hjälp av en sorts katapult (Toaster) och lämnade i slutet av varje konsert scenen flygande över publiken med en jetpack på ryggen. Dock med en stuntman i dräkten och inte han själv. 
Den 30 december 1992 under en konsert i Tokyo, Japan gjorde Slash ett gästspel under låten Black or white. Han medverkade också på scen under nyårskonserten dagen efter.
Turnén avslutades i förtid i Mexico City med 5 utsålda konserter med 100 000 besökare per konsert.
Anledningen till att turnén avslutades i förtid var Jacksons medicinska problem (uttorkning och stress samt ett allt växande beroende av smärtstillande) och att det mediadrevet angående pedofilanklagelser mot Jackson nu hade blivit så omfattande att en fortsatt turné i USA ej skulle vara möjligt.
Med Dangerous Tour slog Michael Jackson sitt eget rekord från Bad Tour, Dangerous Tour var världens största turné ända fram till 1997 då Michael slog sitt eget rekord igen med HIStory tour. Michael skänkte samtliga intäkter till välgörenhet, det mesta genom sin nystartade fond "Heal the world foundation".
I juli 1992 kom Dangerous Tour till Sverige där två konserter spelades på Stockholms stadion i Stockholm.

## Låtlista för turnén
- Jam
- Wanna Be Startin' Somethin'
- Human Nature
- Smooth Criminal
- I Just Can't Stop Loving You
- She's Out Of My Life
- Jackson 5 Medley (I Want You Back, The Love You Save, I'll Be There)
- Thriller
- Billie Jean
- Workin' Day And Night
- Beat It
- Will You Be There
- Black Or White
- Heal The World
- Man In The Mirror

Noterbart är att under 3:e omgången med start i Bangkok, togs "Beat It" och "Working Day and Night" bort men ersattes av låten "Dangerous".